# Monticola
Monticola – rodzaj ptaków z rodziny muchołówkowatych (Muscicapidae).

## Zasięg występowania
Rodzaj obejmuje gatunki występujące w Eurazji i Afryce.

## Morfologia
Długość ciała 15–23 cm, masa ciała 20–70 g.

## Systematyka

### Etymologia
Łacińskie monticola – „mieszkaniec gór, góral” < mons, montis – góra; -cola – „mieszkaniec” < colere – „mieszkać”.

### Podział systematyczny
Do rodzaju należą następujące gatunki:
- Monticola cinclorhyncha (Vigors, 1831) – nagórnik białoskrzydły
- Monticola gularis (Swinhoe, 1863) – nagórnik wschodni
- Monticola rufiventris (Jardine & Selby, 1833) – nagórnik kasztanowobrzuchy
- Monticola rufocinereus (Rüppell, 1837) – nagórnik mały
- Monticola semirufus (Rüppell, 1837) – nagórnik czarnogrzbiety
- Monticola rupestris (Vieillot, 1818) – nagórnik brązowoskrzydły
- Monticola angolensis de Sousa, 1888 – nagórnik plamkowany
- Monticola saxatilis (Linnaeus, 1766) – nagórnik zwyczajny
- Monticola solitarius (Linnaeus, 1758) – modrak
- Monticola brevipes (Waterhouse, 1838) – nagórnik krótkopalcowy
- Monticola explorator (Vieillot, 1818) – nagórnik modroszyi
- Monticola imerina (Hartlaub, 1860) – nagórnik nadbrzeżny
- Monticola sharpei (G.R. Gray, 1871) – nagórnik leśny